# Chirurgie plastique (album)
Albums de Plume Latraverse
Chansons pour l'élite French Tour 1980 (Fausse représentation)
Chirurgie plastique est un album de Plume Latraverse, lancé le 11 février 1980.

## Liste des chansons
Toutes les chansons sont écrites et composées par Plume Latraverse, excepté Cul d'sac rock composé avec Gaston Gagnon.
| Face A | Face A | Face A | Face A | Face A | Face A | Face A | Face A | Face A | Face A |
| No     | Titre | Durée  |        |        |        |        |        |        |        |
| ------ | --- | ------ | ------ | ------ | ------ | ------ | ------ | ------ | ------ |
| 1.     | Morale-à-bras | 2:46   |        |        |        |        |        |        |        |
| 2.     | Scènes de la vie conjugale (Hein? Va donc! / T'es-tu d'jà fait cracher dans' face? / Les pantalons troués (Michel St-Sauveur) / Mariage Open Blues) | 10:50  |        |        |        |        |        |        |        |
| 3.     | Assis ent' 2 chaises | 2:05   |        |        |        |        |        |        |        |
| 4.     | Ste-Toutoune Express | 1:29   |        |        |        |        |        |        |        |
| 17:10  | |        |        |        |        |        |        |        |        |

| Face B | Face B                               | Face B | Face B | Face B | Face B | Face B | Face B | Face B | Face B |
| No     | Titre                                | Durée  |        |        |        |        |        |        |        |
| ------ | ------------------------------------ | ------ | ------ | ------ | ------ | ------ | ------ | ------ | ------ |
| 5.     | Cul d'sac rock (Cercle vicieux roll) | 3:28   |        |        |        |        |        |        |        |
| 6.     | Chanson longue et plate              | 6:42   |        |        |        |        |        |        |        |
| 7.     | Salut Trenet!                        | 2:30   |        |        |        |        |        |        |        |
| 8.     | Le Chemin des hommes nouveaux        | 5:03   |        |        |        |        |        |        |        |
| 17:40  |                                      |        |        |        |        |        |        |        |        |